# Qian Zhongshu
Qian Zhongshu (ur. 21 listopada 1910 w Wuxi, zm. 18 grudnia 1998 w Pekinie) – chiński pisarz i historyk literatury.

## Życiorys
Był synem uczonego Qian Jibo (1887–1957). W młodości uczęszczał do szkoły prowadzonej przez misjonarzy, gdzie nauczył się języka angielskiego i poznał zachodnią literaturę. Opanował też klasyczny język chiński. W latach 1929–1933 studiował literaturę angielską na Uniwersytecie Tsinghua w Pekinie, w czasie studiów zaczął pisać wiersze i krytyki literackie. W 1935 roku otrzymał stypendium naukowe i wyjechał do Wielkiej Brytanii, gdzie podjął studia na Uniwersytecie Oksfordzkim. W 1937 roku uzyskał Bachelor’s degree, jego praca dyplomowa poświęcona była obrazowi Chin w literaturze angielskiej XVII i XVIII wieku. Studia kontynuował na Uniwersytecie Paryskim. W 1938 roku wrócił do Chin i poświęcił się pracy akademickiej. Od 1953 roku związany był z instytutem badań literackich Uniwersytetu Pekińskiego. W latach 50. i 60. XX wieku odpowiedzialny był za tłumaczenie na język angielski pism Mao Zedonga. W czasie rewolucji kulturalnej poddany szykanom, został zesłany do pracy przymusowej na wieś.
Opublikował m.in. wybór felietonów Xie zai renshang bianshang (Na marginesie życia ludzkiego, 1941), zbiór opowiadań Ren, shou, gui (Ludzie, zwierzęta i duchy, 1946), powieść satyryczną Weicheng (Miasto oblężone, 1947), pracę teoretyczną Tan yi lu (Rozprawy o poezji, 1948) oraz pięciotomową rozprawę na temat klasycznej literatury chińskiej Guan zhui bian (Piszczałka i igła, 1979). Opracował też wybór poezji z czasów dynastii Song wraz z komentarzem pt. Song shi xuan zhu (1958) oraz krytyczne wydania tekstów klasycznych, m.in. Yijing, Shijing, Shiji, Daodejing i Chuci. W swojej pracy naukowej zajmował się studiami nad klasyczną literaturą chińską, wykorzystując zachodnie metody badawcze i podejście komparatystyczne. Dużą popularnością cieszyła się powieść satyryczna Weicheng, wyśmiewająca środowisko chińskich intelektualistów w przededniu wybuchu wojny chińsko-japońskiej, z jego dwuznacznymi moralnie postawami, uprzedzeniami i niezdolnością do działania. W 1990 roku powieść została zekranizowana jako serial telewizyjny.
Od 1935 roku był żonaty z pisarką Yang Jiang.